# Jiusheng (köpinghuvudort i Kina, Heilongjiang Sheng, lat 46,88, long 127,38)
Jiusheng (kinesiska: 久胜, 久胜镇) är en köpinghuvudort i Kina. Den ligger i provinsen Heilongjiang, i den nordöstra delen av landet, omkring 140 kilometer nordost om provinshuvudstaden Harbin. Antalet invånare är 21 999. Befolkningen består av 10 814 kvinnor och 11 185 män. Barn under 15 år utgör 12,0 %, vuxna 15-64 år 79 %, och äldre över 65 år 7,0 %.
Runt Jiusheng är det ganska tätbefolkat, med 67 invånare per kvadratkilometer. Närmaste större samhälle är Sanhe, 15,7 km nordväst om Jiusheng. Trakten runt Jiusheng består till största delen av jordbruksmark.
Genomsnittlig årsnederbörd är 871 millimeter. Den regnigaste månaden är juli, med i genomsnitt 215 mm nederbörd, och den torraste är januari, med 9 mm nederbörd.